# Dasht-e Khash
Il Dasht-e Khash, trascritto anche come Dasht-e Khash o Dasht-e Khāsh, è un deserto  situato nella provincia di Nimruz nell'Afghanistan. È adiacente al deserto di Dasht-e Margoh e si trova ad un'altitudine di circa 620 m s.l.m.